# Веллендинген
Веллендинген (нем. Wellendingen) — община в Германии, в земле Баден-Вюртемберг. 
Подчиняется административному округу Фрайбург. Входит в состав района Ротвайль.  Население составляет 3103 человека (на 31 декабря 2010 года). Занимает площадь 17,47 км².